# Ulmerochorema lentum
Ulmerochorema lentum là một loài Trichoptera trong họ Hydrobiosidae. Chúng phân bố ở miền Australasia.